# Arroyo Corto
Arroyo Corto es una localidad argentina del partido de Saavedra, provincia de Buenos Aires.

## Ubicación
La localidad de Arroyo Corto se halla situada a 5 km de la ruta provincial 67. Se encuentra a unos 16 km de la ciudad de Pigüé, actual cabecera del partido de Saavedra.

## Población
Cuenta con 514 habitantes (Indec, 2010), lo que representa un incremento del 3 % frente a los 500 habitantes (Indec, 2001) del censo anterior. 
| Gráfica de evolución demográfica de Arroyo Corto entre 1991 y 2010 |
|                                                                    |
| Fuente: Censos nacionales del INDEC                                |

## Aspectos históricos
La localidad de Arroyo Corto fue fundada el 15 de abril de 1884 por Juan Biga y Benigno Gossetti. Sus primeros habitantes eran originarios de la localidad italiana de Torino. De ahí el nombre "La Torinesa", primera denominación con la que se conoció a la localidad.
El 19 de diciembre de 1897 se funda en la localidad la logia masónica "unión y Constancia N° 139" dependiente de la Gran Logia Argentina, vinculada a los obreros del ferrocarril.

## Instituciones
Instituciones Educativas
* Escuela Secundaria Nº 4 “Carlota Casati de Sangalli”:
Esta escuela comenzó a funcionar en el año 1996 con la incorporación del 3° ciclo de la educación general  básica, ese año se abrió el 7° año, en el año 1997 se incorporó el 8° y en el año 1998 se completó el ciclo con la apertura de 9° año de la EGB.  Al año siguiente (1999) se aprobó la modalidad de Jornada Completa con una carga horaria de 8 horas.
A fines del año 2006 se constituye la ESB N.º 8. 
En el año 2008 y dando respuesta a la demanda educativa de la comunidad se implementa la Educación Polimodal abriéndose el 1° año de dicho nivel.
En los años sucesivos se completan los cursos correspondientes al nivel polimodal, egresando en el año 2010 la primera promoción. 
En el año 2010 la Escuela Secundaria Básica (ESB) y el Polimodal vigentes hasta ese momento en la provincia de Buenos Aires, como un resabio de la Ley Federal de Educación, fueron reemplazadas por un solo ciclo de seis años con nuevas especialidades y diseño curricular. Esto dio origen en Arroyo Corto a la escuela de educación secundaria N.º 4 que actualmente cuenta con un Ciclo Básico y un Ciclo Superior de tres años cada uno, brindando la certificación de Bachiller en Economía y Administración.
La escuela cuenta con un blog elaborado por los propios alumnos:  www.esn4ac.hol.es
* Escuela Primaria Nº 6 “ Nuestra Señora del Carmen”:
Institución fundada el 16 de agosto de 1887, siendo su objeto por acta de fundación la educación.
El 17 de agosto de 1945 se inauguró el establecimiento educativo el cual funciona en la actualidad como centro educacional de EGB.
Actualmente funciona con la modalidad de jornada completa, contando en sus instalaciones con un amplio comedor, laboratorio y todos los espacios necesarios para el adecuado funcionamiento del establecimiento.
* Jardín de Infantes “ Tambor de Tacuarí”:
El 12 de julio de 1960, fue reconocido oficialmente siendo bautizado con su nombre actual en el año 1964, aunque comenzó a funcionar desde el 24 de noviembre de 1959 en la casa de familia anexa a la Escuela N.º 6 “Nuestra Señora del Carmen”.
En el año 1971 se anexó la sección preescolar de la escuela ex Lainez N.º 2, siendo a partir del 23 de septiembre la institución de una planta funcional a dos secciones.
El 3 de diciembre de 1972, se inauguró el propio edificio adquirido por la Municipalidad de Saavedra y donado al Ministerio de Educación de la provincia de Buenos Aires por Decreto N.º 1999/75.
La casa que se adquirió debió ser refaccionada y remodelada parcialmente.
Instituciones Deportivas
*Club Deportivo Arroyocortense:
El 27 de julio de 1924, se constituyó el centro deportivo incorporándole cancha de tenis al año siguiente.
En 1925, reciben en donación un terreno, ladrillos y varios elementos destinados a una plaza de ejercicios físicos.
Se logró concretar de este modo la cancha de tenis.
En el año 1963, se procedió a instalar alambrado olímpico, se construyeron vestuarios, se colocó el mástil al que se le adjudicó el nombre de René Alustiza. En el mismo año se habilitaron la cancha de bochas y pelota- paleta.
Hacia el año 1971, queda la institución registrada como Entidad de Bien Público.
En 1972, se adquiere el edificio necesario para el funcionamiento como sede social siendo el edificio adquirido el ex Hotel del Sur.
Hacia 1975, se inauguró el fogón anexado a la sede social. Al año siguiente se trasladó la cancha de bochas.
En 1979, con la disolución de la Sociedad “La Unión” decide donar el edificio con todas las pertenencias al Club Deportivo. En ese mismo año se habilitaron la cancha de bochas y pelota- paleta.
Desde 1994, cuenta con un playón polideportivo denominado “Gaspar Miner”, cuyo playón sirve para la práctica de fútbol 5, vóley y balonmano y el cual fue techado en el año 2012 con colaboración de la intendencia municipal y el gobierno provincial.
En 2012, representantes del Club Deportivo Arroyocortense alcanzan la final de los torneos juveniles "Buenos Aires, la provincia" en Mar del Plata donde logran alzarse con la medalla de oro en la categoría balonmano juvenil femenino y la de Bronce en la categoría balonmano menor femenino. 
La institución se creó con el objetivo de fomentar el desarrollo físico, promover diversiones recreativas- culturales y velar por el funcionamiento de su biblioteca popular.
Respecto a las instalaciones el lugar cuenta actualmente con cancha de fútbol, vestuarios, sede social bufé, cancha de bochas con parabólico, vestuarios, cancha de pelota- paleta con pista de baile y patinaje.
Además se realizan deportes como patín artístico y gimnasia para adultos y tercera edad.
Instituciones Sociales
* Asociación Cooperadora Jardín de Infantes Nº 6 :
Institución creada el 30 de noviembre de 1929, cuyo objetivo es solventar los gastos que se generan en cuanto a materiales didácticos.
Participa en la administración del comedor escolar. Financia o coopera en viajes de estudio o competencias deportivas donde participan los alumnos.
La institución no cuenta con edificio propio por lo que desarrolla las actividades en instalaciones del establecimiento educativo.
* Asociación Cooperadora Jardín de Infantes Nº 2:
Fundada el 5 de mayo de 1964 con el objeto de colaborar con las necesidades del jardín ya sea con material didáctico, materiales para el mantenimiento del edificio, etc.
* Centro de Jubilados y Pensionados:
El 15 de abril de 1994 se inauguró y bendijo el edificio propio.
* Comisión de Cultura:
La misma funciona desde el año 1985 y se halla integrada por mujeres las cuales con cargos designados realizan las tareas pertinentes. La labor principal es administrar y mantener la biblioteca Juan Bautista Alberdi perteneciente al Club Deportivo Arroyocortense. Anualmente organizan junto a la Secretaría de Cultura de la Municipalidad de Saavedra- Pigüé, la llegada de los Reyes Magos. Para el día del niño, organizan juegos, sorteos, chocolatada. Se dictan cursos de desarrollo cultural de tejido, hilados, cotillón, repostería, cocina.
* Fogón Criollo Arroyocortense:
Con la colaboración del Club Deportivo Arroyocortense el 19 de septiembre de 1966 se conforma la institución.
Cuenta con un predio arbolado y comodidades necesarias como corrales, palenques.
Entre el anecdotario de la institución figura el asado criollo para la llegada de los presidentes de Francia, Dr. Mitterand y de Argentina, Dr. Raúl Alfonsín a Pigüé.
* Sociedad de Fomento:
Fue creado en el año 1966 con el objeto de mejorar la calidad de vida, encauzar los problemas sociales de viviendas, enfermedad, alimentación a las personaso entidades competentes. Son servicios que presta promoción, asistencia a la comunidad. Las actividades actuales son la forestación, promover cooperación y fuentes de trabajo.
Instituciones Públicas
* Delegación Municipal:
Desde 1910, son los datos concretos que se conocen de la delegación municipal de Arroyo Corto. El edificio de estilo colonial se halla emplazado frente a la plaza 9 de Julio.
* Destacamento Policial:
Entre 1922 y 1928, funcionó en Arroyo Corto, el departamento policial. Se emprendió la obra del nuevo y actual edificio en 1938 concluido en el año siguiente, siendo inaugurado el 15 de abril de 1940 en aquel entonces Subcomisaría. En 1984, disminuye a Puesto de Vigilancia.
* Sala de Atención Primarios de la Salud:
Construida en 1938, terreno donado por Rosa Barutta de Chiappara, inaugurada el 17 de agosto de 1947. En 1997, se amplía anexándose el Hogar de Ancianos “ Virgen del Milagro”. En los años 2003 y 2004 se realizaron ampliaciones de sus instalaciones.
* Hogar de Ancianos Virgen del Milagro:
La imagen localizada en el hogar se encuentra entronada en uno de sus pasillos de la sala desde 1948 donada por Carmen Arriaga de Chiappara.

## Atractivos

### Edificios Antiguos
- Estación de ferrocarril:

El ramal General La Madrid- Bahía Blanca, fue inaugurado el 7 de mayo de 1884 conducido por el gobernador de la provincia de Buenos Aires Dardo Rocha.
'* Iglesia Nuestra Señora del Carmen:
En 1887 se levantó la primera capilla. Posteriormente desde la localidad de Saavedra se llegaba el sacerdote para dar las misas.
La parroquia abarcó en un principio las localidades de Arroyo Corto, Pasman, Espartillar y Cascada.
En 1927, se construyó la iglesia actual quedando la capilla que funcionara hasta entonces como salón parroquial. Nuestra Señora del Carmen es la patrona de la localidad.
El 24 de enero de 1959 se inauguró la virgen de Fátima y los pastorcitos. En el interior de la iglesia se encuentra una imagen de “Nuestra Señora del Carmen” en el altar, la cual fue realizada en Cádiz, sobre un tronco de árbol en el año 1972.
En la planta alta el edificio cuenta con una biblioteca.
La iglesia lleva el nombre de la imagen que se encuentra en el altar mayor denominándose iglesia “ Nuestra Señora del Carmen”.
Actualmente colaboran con la parroquia, el Grupo Misionero, el de Catequesis y la Comisión parroquial.
- Templo Masón: En el año 1901, el terreno fue comprado por la logia masónica. El templo se caracterizan por contar en la parte superior de su frontis con la imagen de un compás, el cual significa la preponderancia del espíritu sobre la materia.

Significa además una de las Joyas Finas en términos masónicos símbolo de Justicia con que deben medirse los actos de los hombres.

### Monumentos
- Al Centenario:

La juventud de la localidad de Arroyo Corto en el centenario de la localidad la homenajea mediante la incorporación del monumento a la plaza central de la localidad, inaugurado el 15 de abril de 1984.
- Al Inmigrante:

Monumento ubicado en la plaza central de la localidad el cual surgió con motivo del homenaje a los españoles que emigraron a estas tierras realizado por sus descendientes. El mismo fue inaugurado en el año 1984.
- A la Madre:

Situado en la plaza 9 de Julio, frente a la estación de Ferrocarril.
El monumento fue erigido en 1986, por la Sociedad de Fomento siendo sus padrinos Don Juan Fuhr y su señora Cristina W de Fuhr.
- A los Caídos en Malvinas:

Por inquietud e iniciativa de los alumnos del Tercer Ciclo de EGB de la Escuela N.º 6 presentada en el Honorable Concejo Deliberante de la localidad de Pigüé, se comenzó a gestionar la posibilidad de la concreción de un monumento con el fin de conmemorar a quienes intervinieron en 1982 en Malvinas. El monumento fue inaugurado el 2 de abril de 2005 el cual simboliza dos manos que cobijan a las islas Malvinas hechas con hierro, realizadas con colores patrios.
- Estatua a la Virgen de Fátima:

se halla localizada en el predio contigüo a la parroquia “ Nuestra Señora del Carmen”.
Espacios Verdes
- Plaza 9 de Julio:

Es la plaza central de la localidad. En ella se realizan año tras año los festejos del Aniversario de Arroyo Corto, alrededor de lapérgola situada en el centro de la misma. En ella se encuentran placas en homenaje al pueblo de Arroyo Corto por el intendente municipal y por la Sociedad Española en su cincuentenario, tambiénrealizadas por la Juventud, por el pueblo a sus fundadores con motivo del centenario de la localidad. Una característica singular es que es la única plaza del distrito de Saavedra donde año tras año se celebra una fecha patria como lo es el 9 de julio. Se suman a los festejos la Banca del Regimiento 3 de Pigüé. En el “ Salón La Unión” se sirve un locro o lunchen el que participa la comunidad. Este espacio cuenta con juegos para niños construidos en febrero de 1984 por los Alemanes del Volga.
- Plaza de Felipe:

Fue creada por iniciativa de los niños de la localidad en el año 2003.
- Plaza La Torinesa:

Fundada en el año 1984, se halla localizada frente a la parroquia “ Nuestra Señora del Carmen”. Cuenta con juegos infantiles.
- Parque Recreativo: Surge como iniciativa por la necesidad de construcción de pileta en el año 2003 y por pedido de alumnos de EGB N.º 6en abril de 2005, se inauguró en el predio, el monumento “A Los Caídos en Malvinas”
- Parque Paseo Botánico: El espacio fue inaugurado en el año 1997. Se realizó un estudio de las especies vegetales que se hallaban en el predio encontrándose entre ellas una palmera Phoenix la cual cuenta con 125 años de edad por lo cual es anterior a la fundación de la localidad. Posteriormente en el año 1999, se realiza la instalación de fogones, mesas, bancos e iluminación. El predio cuenta aproximadamente con tres cuartos de hectárea.
- Paseo Aeróbico Arroyo Corto: Inaugurado el 15 de abril de 2004, se realizó mediante la colaboración del personal civil del BAL Pigüé. El sector localizado frente a la estación de ferrocarril es ideal para la realización de ejercicios físicos al aire libre.

Al Inmigrante: Monumento ubicado en la plaza central de la localidad el cual surgió con motivo del homenaje a los españoles que emigraron a estas tierras realizado por sus descendientes. El mismo fue inaugurado en el año 1984.
- A la Madre: Situado en la plaza 9 de Julio, frente a la estación de Ferrocarril. El monumento fue erigido en 1986, por la Sociedad de Fomento siendo sus padrinos Don Juan Fuhr y su señora Cristina W de Fuhr.
- A los Caídos en Malvinas: Por inquietud e iniciativa de los alumnos del Tercer Ciclo de EGB de la Escuela N.º 6 presentada en el Honorable Concejo Deliberante de la localidad de Pigüé, se comenzó a gestionar la posibilidad de la concreción de un monumento con el fin de conmemorar a quienes intervinieron en 1982 en Malvinas. El monumento fue inaugurado el 2 de abril de 2005 el cual fue ideado por el Sr. Jorge Luis Almandoz, y simboliza dos manos que cobijan a las islas Malvinas hechas con hierro, realizadas con colores patrios.
- Estatua a la Virgen de Fátima: se halla localizada en el predio contigüo a la parroquia “ Nuestra Señora del Carmen”.

### Espacios Verdes
- Plaza 9 de Julio: Es la plaza central de la localidad. En ella se realizan año tras año los festejos del Aniversario de Arroyo Corto, alrededor de la pérgola situada en el centro de la misma. En ella se encuentran placas en homenaje al pueblo de Arroyo Corto por el intendente municipal y por la Sociedad Española en su cincuentenario, también realizadas por la Juventud, por el pueblo a sus fundadores con motivo del centenario de la localidad. Una característica singular es que es la única plaza del distrito de Saavedra donde año tras año se celebra una fecha patria como lo es el 9 de julio. Se suman a los festejos la Banca del Regimiento 3 de Pigüé. En el “ Salón La Unión” se sirve un locro o lunch en el que participa la comunidad. Este espacio cuenta con juegos para niños construidos en febrero de 1984 por los Alemanes del Volga.
- Plaza La Torinesa: Fundada en el año 1984, se halla localizada frente a la parroquia “ Nuestra Señora del Carmen”. Cuenta con juegos infantiles.
- Parque Recreativo: Surge como iniciativa por la necesidad de construcción de pileta, gestión llevada a cabo por el delegado municipal don Jorge Luis Almandoz, quien además donó de su propio peculio 5000 ladrillos para que el largo de la pileta pudiera ser olímpico, en el año 2003 y por pedido de alumnos de EGB N.º 6en abril de 2005, se inauguró en el predio, el monumento “A Los Caídos en Malvinas”
- Parque Paseo Botánico: El espacio fue inaugurado en el año 1997. Se realizó un estudio de las especies vegetales que se hallaban en el predio encontrándose entre ellas una palmera Phoenix la cual cuenta con 125 años de edad por lo cual es anterior a la fundación de la localidad. Posteriormente en el año 1999, se realiza la instalación de fogones, mesas, bancos e iluminación. El predio cuenta aproximadamente con tres cuartos de hectárea.
- Paseo Aeróbico Arroyo Corto: Inaugurado el 15 de abril de 2004, se realizó mediante la colaboración del personal civil de la Base de Apoyo Logístico Pigüé, ante la gestión del delegado municipal Jorge Luis Almandoz, quien prestó servicios, entre los años 2002 y 2006. El sector localizado frente a la estación de ferrocarril es ideal para la realización de ejercicios físicos al aire libre.

## Parroquias de la Iglesia católica en Arroyo Corto
| Arquidiócesis | Bahía Blanca              |
| ------------- | ------------------------- |
| Parroquia     | Nuestra Señora del Carmen |